# Skrubba skyddshem

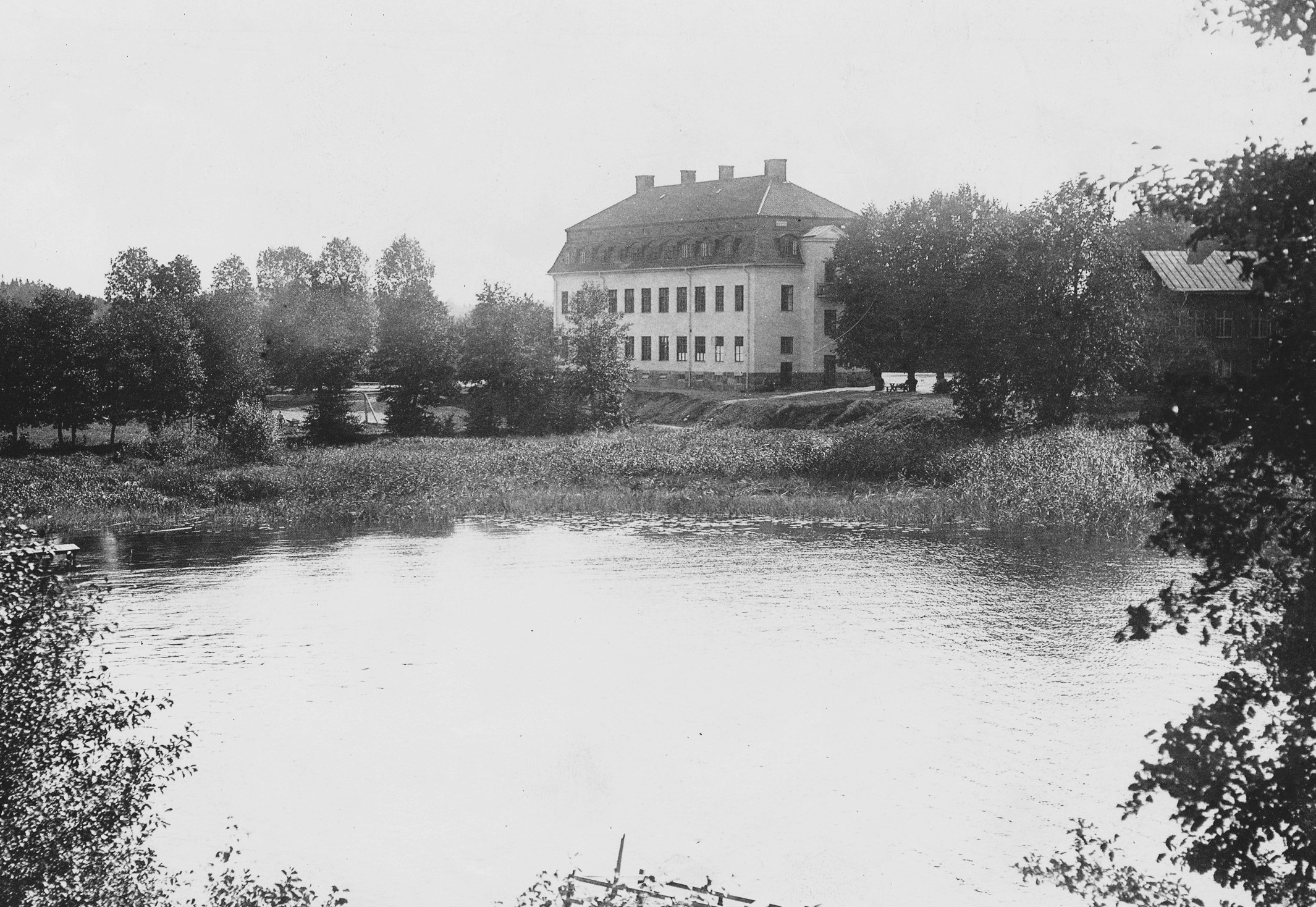
Skrubba skyddshem, 1930.

Skrubba skyddshem var en uppfostringsanstalt på Skrubba gård i nuvarande stadsdelen Skrubba i sydöstra Stockholm. Hemmet hade till uppgift att motta och uppfostra i mindre grad "vanartade" pojkar hemmahörande inom Stockholms stad.

## Historik

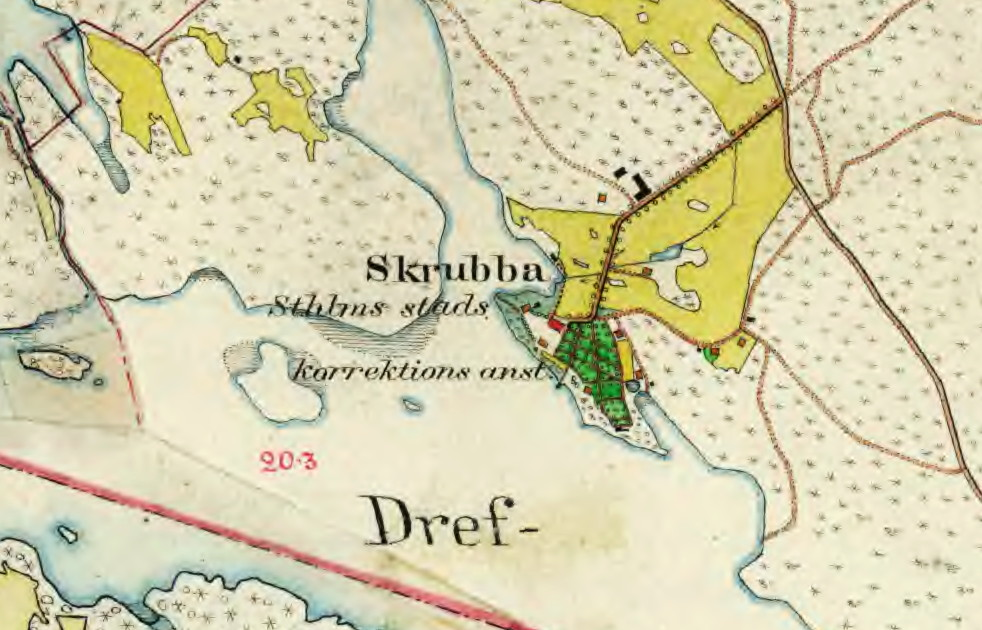
Skrubba gård omkring 1900.

Före 1852 vårdades " försummade eller vanartade barn" i anstalter avsedda för vuxna. Då övertog staden den sedan 1832 av enskild välgörenhet underhållna inrättningen för gossar, benämnd "Prins Carls uppfostringsinrättning för fattiga barn" vid Tjärhovsgatan på Södermalm. Anstaltens ledning uppdrogs 1851 åt Stadsnämnden. 
Åren 1875-1893 väcktes förslag om inrättningens omorganisation och förflyttning till landet, men först 1895 vann detta önskemål stadsfullmäktiges godkännande, som då beslöt att för ändamålet förvärva egendomen Skrubba, belägen cirka 10 kilometer sydost om Stockholm i en vacker och skogbevuxen trakt vid sjön Drevviken. Inför beslutet skrev stadsfullmäktige: Denna anstalt bör förläggas på landsbygden på ett sådant afstånd från Stockholm, att något skadligtinflytande på gossarne ej är att befara från hufvudstadslifvet eller från deras anhöriga.
Dit överflyttades inrättningen 1896, och erhöll då namnet Stockholms stads uppfostringsanstalt (på Häradsekonomiska kartan kallad Stockholms stads korrektionsanstalt). Verksamheten stod under fattigvårdsnämnden. Man hade plats för ett 90-tal pojkar i åldrarna 9-18 år. De erhöll undervisning i vanliga skolämnen och sysselsattes dels med jordbruk, dels med undervisning i praktiska yrken (skrädderi, snickeri, trädgårdsodling och liknande). År 1920 ändrades namnet till Stockholms stads skyddshem för gossar, sedan huvudmannaskapet överflyttats till folkskoledirektionen.
Skyddshemmet övertogs 1947 av barnavårdsnämnden i Stockholm, ombildades till Drevvikens ungdomshem. På 1960-talet övertogs verksamheten av Stockholms läns landsting och de flesta byggnader revs, inklusive den gamla mangården, och nya byggnader uppfördes istället. Verksamheten fortlevde i efterhand moderniserad form fram till 1994. Skrubba gård är numera ett HVB-hem i privat regi som bland annat erbjuder arbetsträning för personer med psykiska funktionshinder genom exempelvis djurskötsel.

## Bilder från verksamheten på 1930-talet

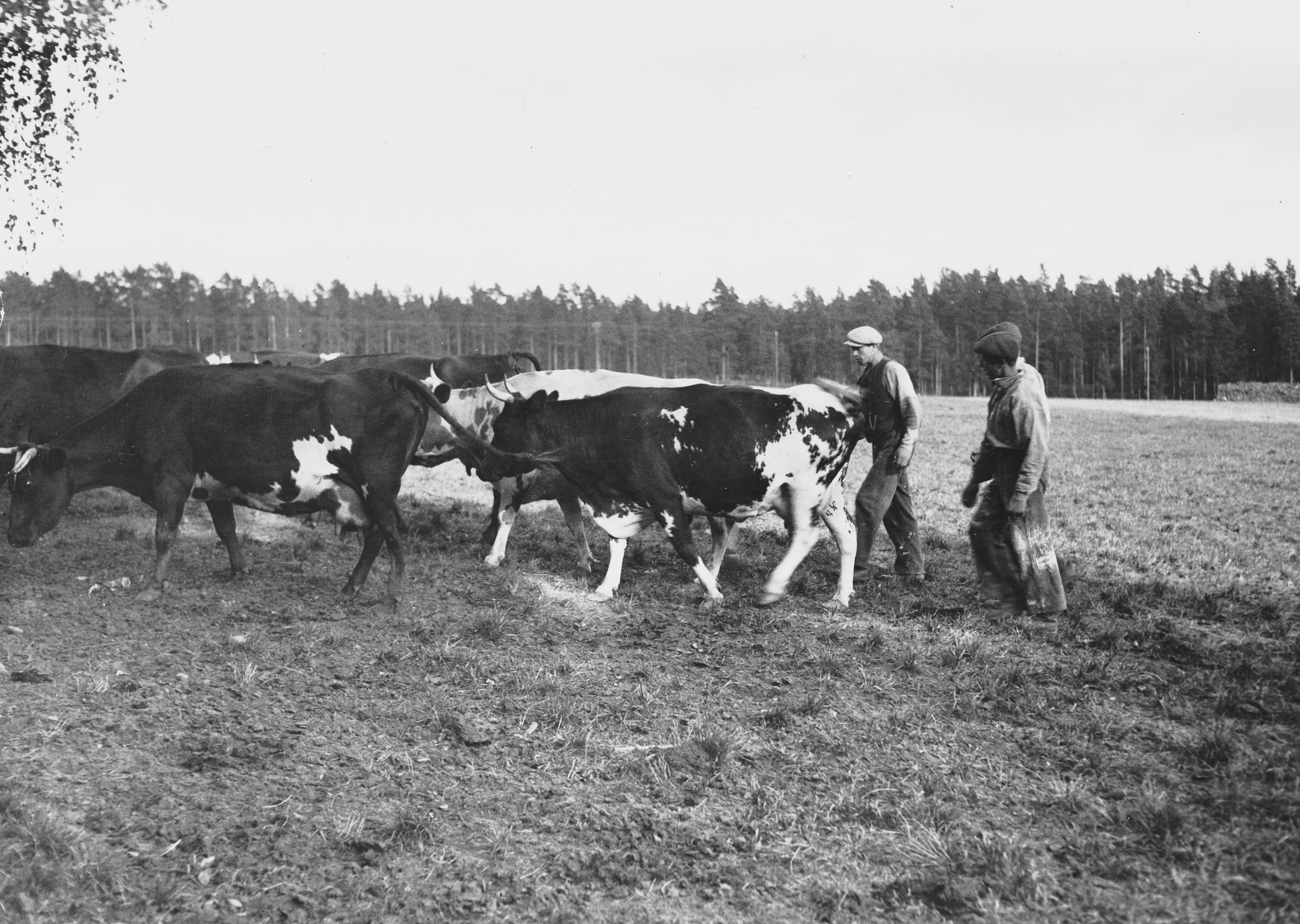
Jordbruk
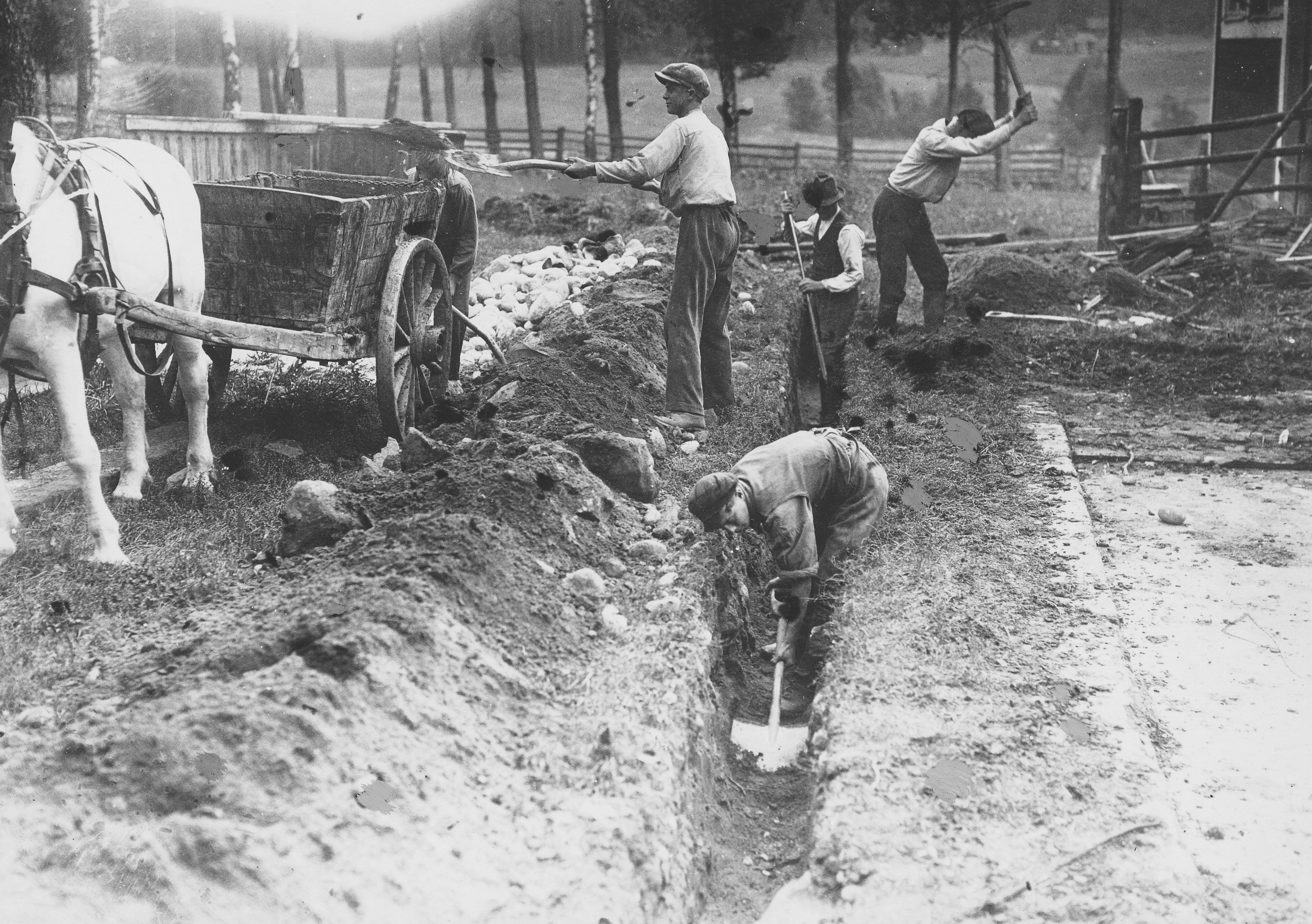
Utdikning
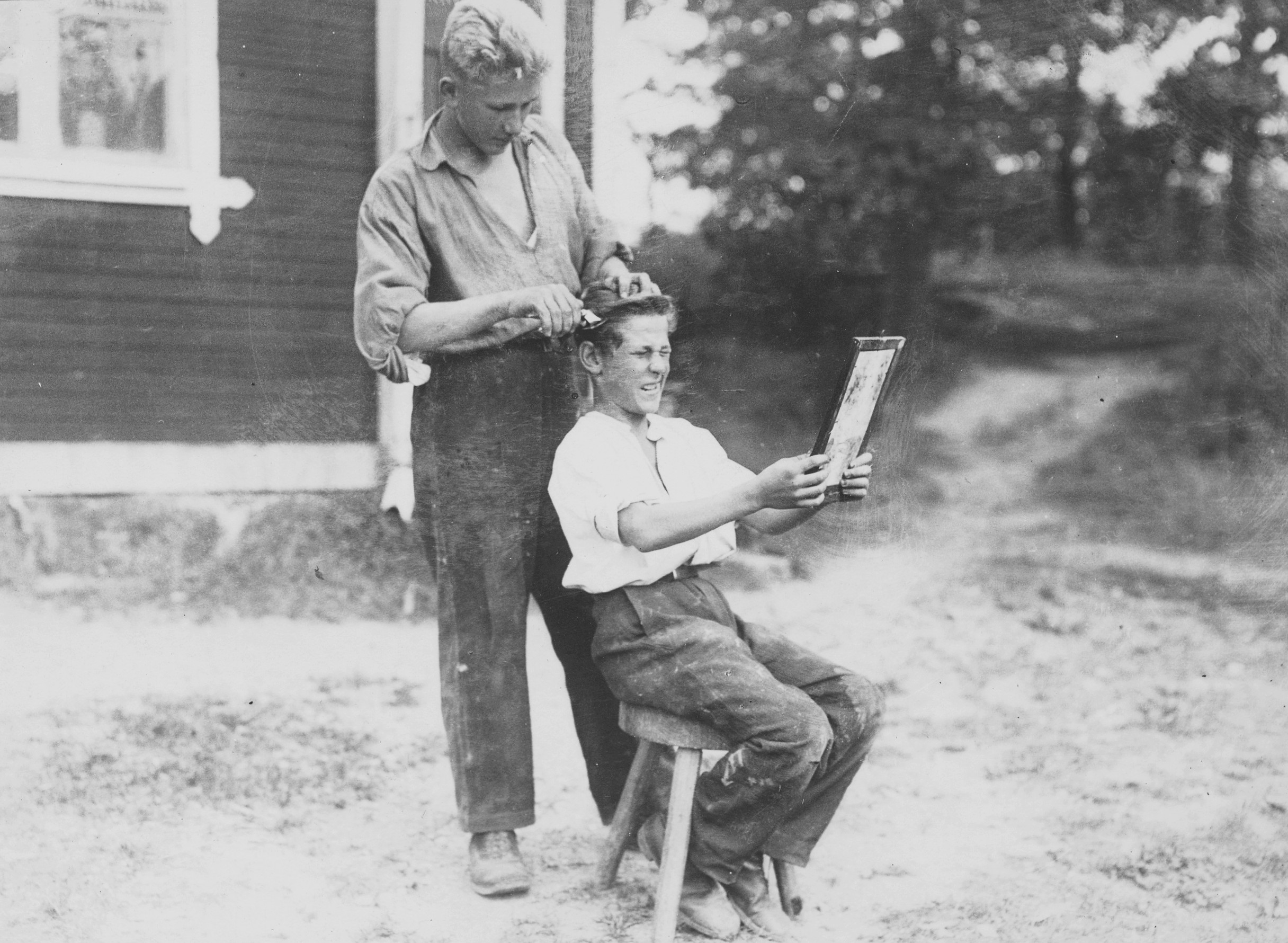
Hårklippning
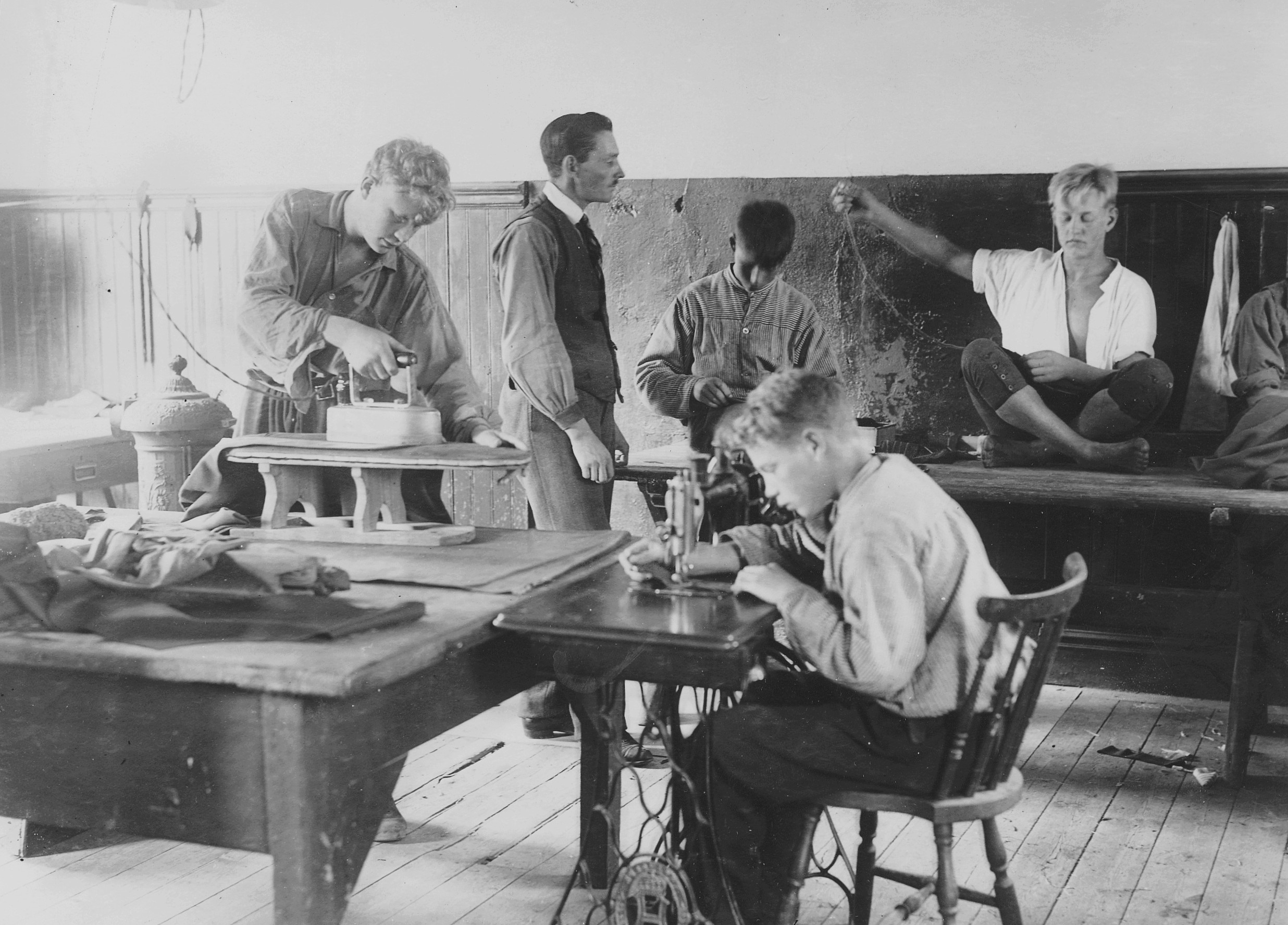
Skrädderi
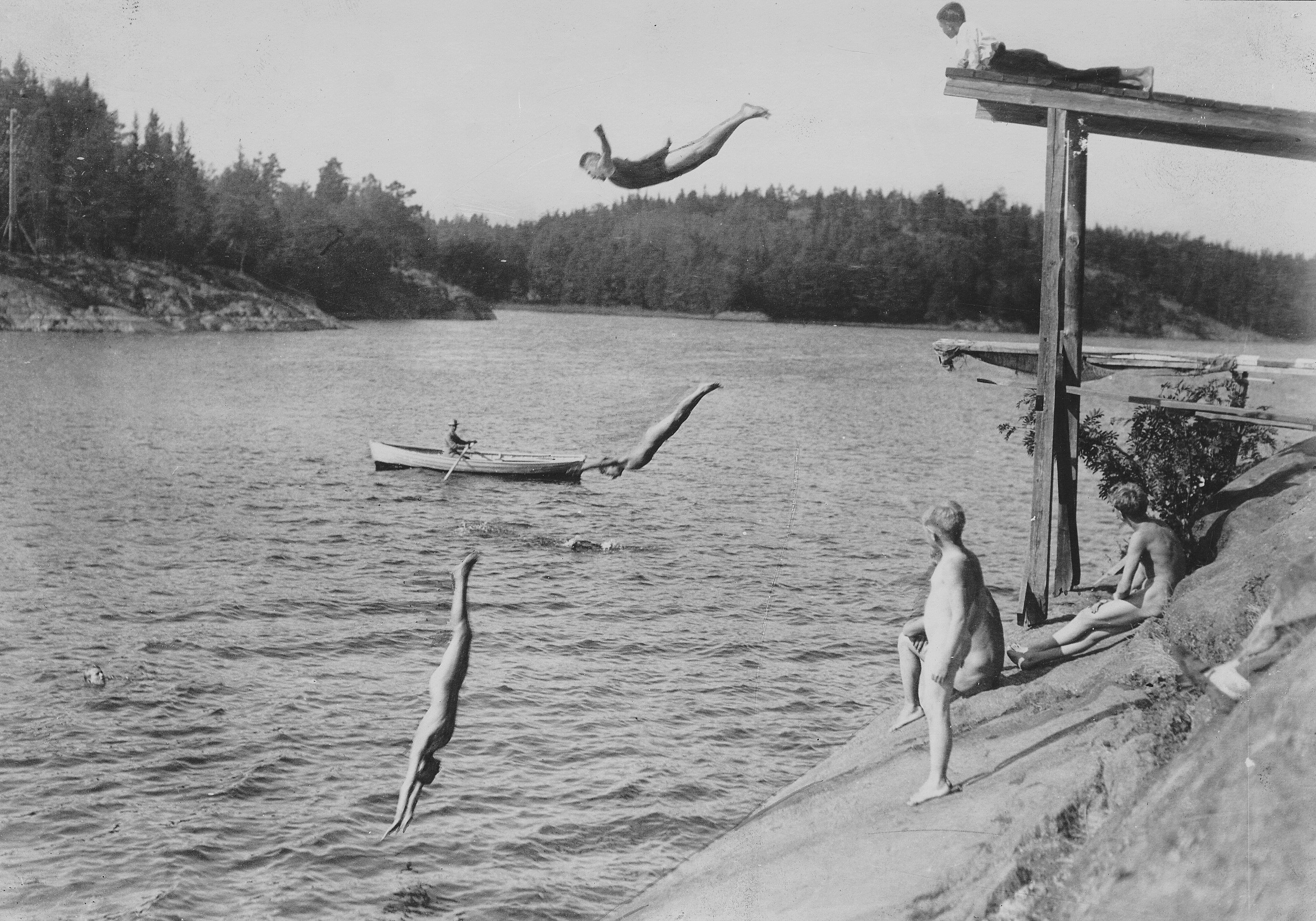
Fritid